# Boris Savchuk
Boris Savchuk (Unión Soviética, 19 de agosto de 1943) fue un atleta soviético especializado en la prueba de 4x400 m, en la que consiguió ser subcampeón europeo en 1969.

## Carrera deportiva
En el Campeonato Europeo de Atletismo de 1969 ganó la medalla de plata en los relevos de 4x400 metros, con un tiempo de 3:03.0 segundos, llegando a meta tras Francia (oro con 3:02.3 segundos que fue récord de los campeonatos) y por delante de Alemania del Oeste (bronce).
Dos años después, en el Campeonato Europeo de Atletismo en Pista Cubierta de 1971 ganó la plata en la misma prueba, con un tiempo de 47.4 segundos, llegando a meta tras el polaco Andrzej Badeński.